# Irlanda en los Juegos Olímpicos de Montreal 1976
Irlanda estuvo representada en los Juegos Olímpicos de Montreal 1976 por un total de 44 deportistas que compitieron en 10 deportes.  
El portador de la bandera en la ceremonia de apertura fue el palista Frank Moore. El equipo olímpico irlandés no obtuvo ninguna medalla en estos Juegos.